# Голешница
Голешница е планина в средната част на Северна Македония. Простира се в посока запад-изток между горните течения на реките Кадина река и Тополка. Площта ѝ е 197 km2. Най-високата точка е връх Лисец (1934 m), друг по-висок връх е Сипичан (1789 m).
Планината е силно обезлесена, което подпомага развитието на ерозионни процеси. Те са най-силно развити по стръмните склонове в северните и южните части на Голешница.